# Cettia major
Cettia major е вид птица от семейство Cettiidae.

## Разпространение
Видът е разпространен в Бутан, Китай, Индия, Мианмар и Непал.